# Antonio Ligabue
Antonio Ligabue (nacido Antonio Laccabue (Zúrich 18 de diciembre de 1899 – Gualtieri, 27 de mayo de 1965), fue un pintor italiano, entre los mayores exponentes del arte naïf ("ingenuo") en el siglo XX.

## Biografía
Su madre, Elisabetta Costa, originaria de Belluno, su padre adoptivo Bonfiglio Laccabue, originario de Reggio Emilia. En 1942 el pintor cambia su apellido de Laccabue por Ligabue. En 1901 fue entregado a los suizos Johannes Valentín Göbel y Elise Hanselmann. En 1913 mueren trágicamente su madre Elisabetta, y tres hermanos. Entró en un colegio de varones con problemas, pero en 1915 fue expulsado. Comenzó a trabajar ocasionalmente como campesino, conduciendo una vida errabunda. Después de un vivaz altercado con su madre sustituta, fue ingresado en una clínica psiquiátrica.
En 1919, como consecuencia de una denuncia de Hanselmann, fue expulsado de Suiza. De Chiasso fue conducido a Gualtieri, de donde era originario su padre adoptivo, pero, no conociendo nada de italiano, huyó del pueblo intentando volver a Suiza. Reconducido a Gualtieri, fue auxiliado por la municipalidad y albergado en el hogar de indigentes Carri. En 1920 se le ofreció un trabajo en los diques de río Po y fue en este período que comenzó a pintar. En 1928 conoció a Renato Marino Mazzacurati, quien vislumbrando su talento le enseñó el uso de los colores guiándolo a su plena valorización de su talento. En esos años se dedicó completamente a la pintura, continuando a vagar sin meta a lo largo de la ribera del P.
En el 1937 fue internado en el manicomio de Reggio Emilia a causa de actos de autodestrucción. En 1941 el escultor Andrea Mozzali le hizo dar de alta del hospital psiquiátrico y lo hospedó en su casa en Guastalla, en los alrededores de Reggio Emilia. Durante la guerra se empleó como intérprete para las tropas alemanas. En 1945 fue internado nuevamente en el manicomio por haber golpeado a un soldado alemán, esta vez permaneció 3 años internado.
En 1948 comenzó a pintar con más intensidad. Tanto periodistas como críticos y marchantes de arte comenzaron a interesarse en él. En 1961 se montó su primera exposición personal en la Galería “La Barcaccia” en Roma. 
Tuvo un accidente en motocicleta que le dejó secuelas. Pidió de ser bautizado y cremado, falleció el 27 de mayo de 1965. Sus restos reposan en el cementerio de Gualtieri. Mozzali trabajó su máscara funeraria, que aparece en la lápida. 
Fue apodado como  Al Matt (el loco) o Al todesch (el alemán).